# Pteruthius
Pteruthius, es un género de aves paseriformes perteneciente a la familia Vireonidae. Son nativas de la ecozona Indomalaya y eran colocadas tradicionalmente en la familia Timaliidae antes de un estudio de análisis moleculares de ADN en 2007 que encontró que estarían mejor colocadas en la familia Vireonidae, que hasta entonces se pensó estaba restringida al Nuevo Mundo. Tradicionalmente eran clasificados en cinco especies con varias subespecies, pero los cambios en el estatus de estas especies en base al concepto filogenético sugiere más formas en un complejo críptico de especies. A sus miembros se les conoce por el nombre común de timalí-alcaudón.

## Características
Las características del género incluyen un pico corto con el culmen fuertemente estriado con punta dentada y en forma de gancho. Los orificios nasales son de forma ovalada y cubiertos por cerdas rictales.
La mayoría de las especies se encuentran en bosques montanos, con algunas especies descendiendo a altitudes más bajas durante el invierno.
Ninguna de las especies se consideran amenazadas por las actividades humanas.

## Taxonomía
El género fue creado por Swainson en 1832 basado en la etimología de sus alas de color rojo. La ortografía fue modificada a Ptererythrius sugerida por Strickland y fue utilizada por algunas obras pero cayó como injustificada en trabajos posteriores. El nombre Allotrius fue utilizado por Temminck en 1838 pero el nombre de Swainson tenía prioridad. 

## Lista de especies
Basado en las diferencias establecidas por los estudios filogenéticos y basándose de las variaciones de llamadas, el grupo ha sido clasificado en nueve especies. De acuerdo a la clasificación del Congreso Ornitológico Internacional (IOC, versión 6.2, 2016) y Clements Checklist v.2015, y con el respectivo nombre popular de acuerdo con la Sociedad Española de Ornitología (SEO), cuando existente:
- Pteruthius rufiventer Blyth, 1842 - timalí-alcaudón ventrirrufo;
- Pteruthius flaviscapis (Temminck, 1836) - timalí-alcaudón cejiblanco;
- Pteruthius ripleyi Biswas, 1960 - timalí-alcaudón himalayo o de Ripley;[12]
- Pteruthius aeralatus Blyth,1855 - timalí-alcaudón siamés o  de Blyth;[12]
- Pteruthius annamensis Robinson & Kloss, 1919 - timalí-alcaudón vietnamita o de Dalat;[12]
- Pteruthius xanthochlorus Gray, JE & Gray, GR, 1847 - timalí-alcaudón verde;
- Pteruthius melanotis Hodgson, 1847 - timalí-alcaudón orejudo;
- Pteruthius aenobarbus (Temminck, 1836) - timalí-alcaudón frenticastaño;
- Pteruthius intermedius (Hume, 1877) - timalí-alcaudón chasqueador o de Hume.[12]